# Фехтування пенісами

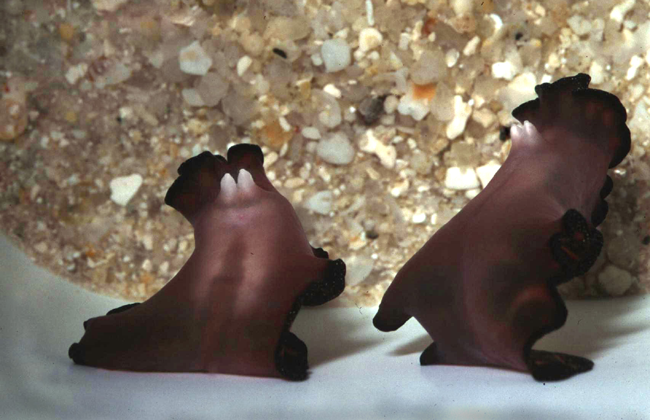
Два плоских черви виду Pseudobiceros bedfordi готуються до фехтування пенісами. P. bedfordi винятковий тим, що він наносить сперму на шкіру партнера, а не ін'єкційно.

Фехтування пенісами — це шлюбна поведінка багатьох видів плоских черв'яків, таких як Pseudobiceros hancockanus. Види, які займаються цією практикою, є гермафродитними; кожна особина має як яєчники, що виробляють яйцеклітини, так і яєчка, що виробляють сперму.
Плоскі черви «фехтують» за допомогою висувних двоголових стилетів, схожих на кинджал. Ці стилети загострені (а у деяких видів гачкуваті), щоб проколоти епідерміс свого партнера та ввести сперму в гемоцель у акті, відомому як внутрішнє підшкірне запліднення або травматичне запліднення. Пари можуть конкурувати, коли лише одна особина передає сперму іншій, або пара може передавати сперму двосторонньо. Обидві форми перенесення сперматозоїдів можуть відбуватися в одного виду, залежно від різних факторів.

## Одностороннє перенесення сперми
Один організм запліднює інший, причому особина, що осіменює, виступає в ролі «батька». Сперма всмоктується через пори або іноді рани на шкірі зі стилета партнера, викликаючи запліднення в іншого, який стає «матір'ю». У деяких видів битва може тривати до години.
Пологи, незважаючи на те, що вони є необхідними для успішного отримання потомства, потребують значних вкладень часу та енергії з боку батьків, і згідно з принципом Бейтмена, майже завжди обтяжують «матір». Таким чином, з моделі оптимальності як правило, для організму краще запліднити ніж бути заплідненим. Однак, у багатьох видів, які беруть участь у цій формі копулятивного змагання, кожен «батько» продовжуватиме фехтувати з іншими партнерами, поки не буде запліднення. У Alderia modesta особини зберігають сперму з кількох «фехтувальних матчів» перед відкладанням яєць, а менші особини частіше запліднюють більшого партнера, причому більші особини витрачають більше енергії на відкладання яєць у парі з меншим партнером у разі, коли відбувається перенесення сперми в односторонньому порядку.
За відсутності потенційних партнерів деякі види, такі як Neobenedenia melleni, здатні до розмноження шляхом самозапліднення.

## Двостороннє перенесення сперми
Як правило, багато гермафродитних видів взаємно запліднюються або обмінюються спермою, а не конкурують, наприклад Chelidonura sandrana. Тигровий плоский черв'як Maritigrella crozieri також переносить сперму двостороннім шляхом. У багатьох видів, які здійснюють двостороннє запліднення, «торгівля» спермою є умовною. Якщо один партнер «обманює» і не передає сперму, інший партнер або передчасно покине партнера, або буде брати участь у типовій шлюбній поведінці без передачі сперми. Інші види по черзі змінюють партнера, який передає сперму, беручи участь у кількох нападах фехтування з тим самим партнером з часом. У A. modesta двостороннє перенесення сперматозоїдів є найпоширенішим, особливо в парах партнерів однакового розміру.

## Інше використання
Термін також застосовується, зазвичай неофіційно, до гомосексуальних відносин між двома самцями серед бонобо; тертя статевих органів однієї статі використовується в суспільстві бонобо для зміцнення зв'язків, зменшення конфліктів і вираження спільного захоплення їжею. Кілька видів китів також займаються фехтуванням пеніса.